# أوريستانو
أوريستانو (بالإيطالية: Oristano)‏، مدينة إيطالية في إقليم سردينيا، عاصمة مقاطعة أوريستانو. يبلغ عدد قاطنيها 32.932 نسمة.
و هي مقر لأسقفية كاثوليكية

## المناخ
يظهر الجدول التالي التغييرات المناخية على مدار السنة لأوريستانو:
| البيانات المناخية لـأوريستانو     | البيانات المناخية لـأوريستانو | البيانات المناخية لـأوريستانو | البيانات المناخية لـأوريستانو | البيانات المناخية لـأوريستانو | البيانات المناخية لـأوريستانو | البيانات المناخية لـأوريستانو | البيانات المناخية لـأوريستانو | البيانات المناخية لـأوريستانو | البيانات المناخية لـأوريستانو | البيانات المناخية لـأوريستانو | البيانات المناخية لـأوريستانو | البيانات المناخية لـأوريستانو | البيانات المناخية لـأوريستانو |
| الشهر                             | يناير                         | فبراير                        | مارس                          | أبريل                         | مايو                          | يونيو                         | يوليو                         | أغسطس                         | سبتمبر                        | أكتوبر                        | نوفمبر                        | ديسمبر                        | المعدل السنوي                 |
| --------------------------------- | ----------------------------- | ----------------------------- | ----------------------------- | ----------------------------- | ----------------------------- | ----------------------------- | ----------------------------- | ----------------------------- | ----------------------------- | ----------------------------- | ----------------------------- | ----------------------------- | ----------------------------- |
| متوسط درجة الحرارة الكبرى °م (°ف) | 13.2 (55.8)                   | 13.2 (55.8)                   | 14.7 (58.5)                   | 16.7 (62.1)                   | 20.8 (69.4)                   | 24.5 (76.1)                   | 27.8 (82.0)                   | 28.8 (83.8)                   | 26.0 (78.8)                   | 21.9 (71.4)                   | 17.3 (63.1)                   | 14.4 (57.9)                   | 19.9 (67.8)                   |
| متوسط درجة الحرارة الصغرى °م (°ف) | 7.6 (45.7)                    | 7.5 (45.5)                    | 8.6 (47.5)                    | 10.3 (50.5)                   | 13.7 (56.7)                   | 17.3 (63.1)                   | 20.1 (68.2)                   | 21.1 (70.0)                   | 18.7 (65.7)                   | 15.3 (59.5)                   | 11.3 (52.3)                   | 8.8 (47.8)                    | 13.4 (56.1)                   |
| معدل هطول الأمطار مم (إنش)        | 50.0 (1.97)                   | 60.5 (2.38)                   | 44.4 (1.75)                   | 51.4 (2.02)                   | 32.8 (1.29)                   | 16.7 (0.66)                   | 4.4 (0.17)                    | 7.3 (0.29)                    | 34.2 (1.35)                   | 69.7 (2.74)                   | 92.5 (3.64)                   | 65.0 (2.56)                   | 528.9 (20.82)                 |
| متوسط الأيام الممطرة (≥ 1 mm)     | 8                             | 8                             | 7                             | 8                             | 5                             | 2                             | 1                             | 1                             | 4                             | 8                             | 10                            | 9                             | 71                            |
| المصدر:                           |                               |                               |                               |                               |                               |                               |                               |                               |                               |                               |                               |                               |                               |

## السكان
في سنة 1861 بلغ عدد السكان 8٬020 نسمة، وتطور العدد ليصل في سنة 2011 لـ 31٬155 نسمة.
يظهر هذا المخطط البياني تطور النمو السكاني لـ أوريستانو

## التاريخ

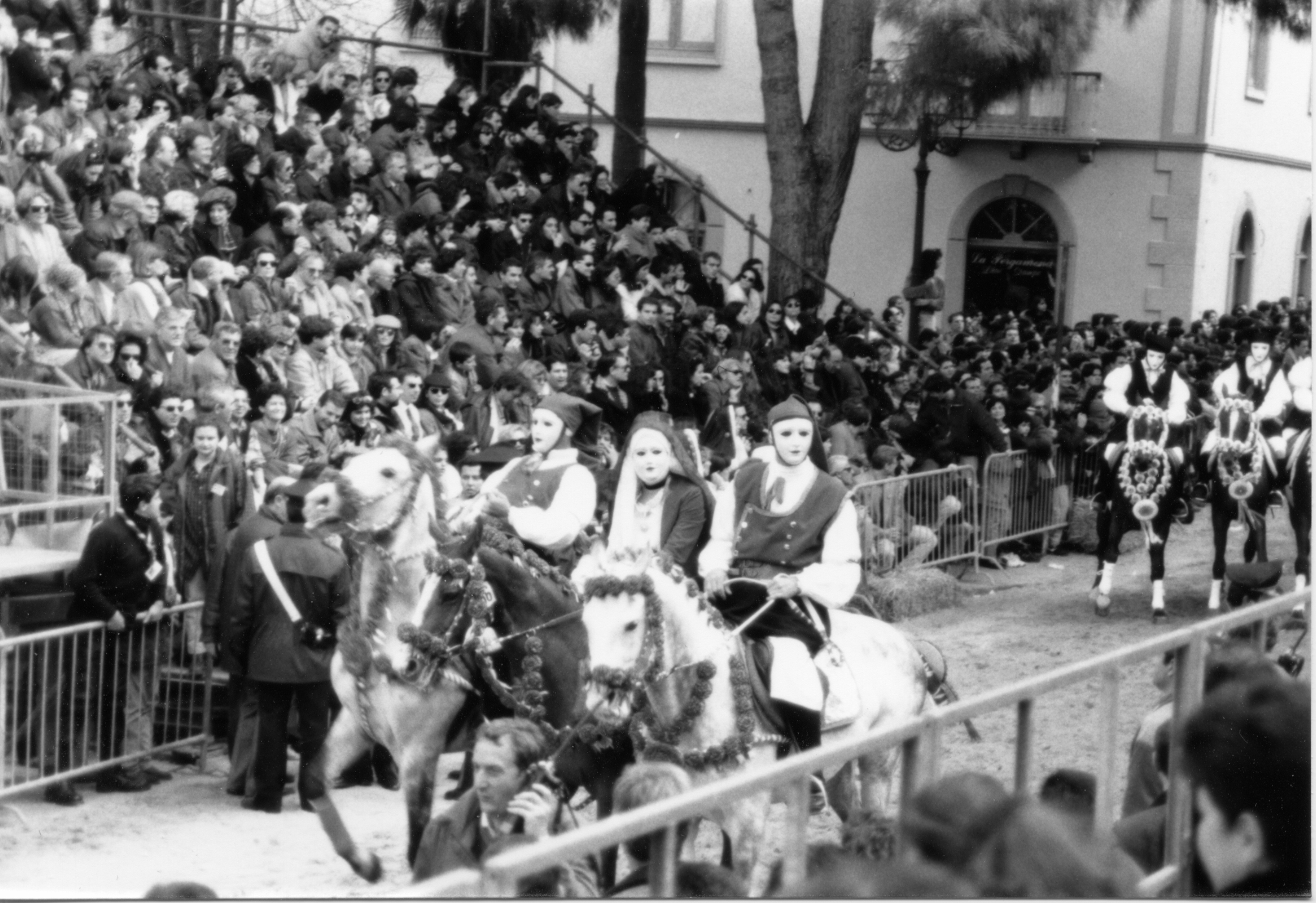
سباق سارتيليا التقليدي الذي يعود للعصور الوسطى

كانت أوريستانو بيزنطية باسم Aristianis، أُسست قرب مدينة Othoca الفينيقية القديمة (سانتا جوستا الحالية). أصبحت مهم في عام 1070، عندما نقل الأسقف توركوتوريو إليها مقر الأسقفية من ثاروس، ربما بسبب غزوات المسلمين. كانت المدينة أيضا عاصمة جوديكاتو دي أربوريا ("giudicato"، وهو ما يعادل دوقية أو مملكة)، وبدأ مشروع للتحصين، والذي لم ينته إلا في عهد ماريانو الثاني.
لطالما تحاربت أوريستانو في اضد الممالك السردينية الأخرى، وبلغ ذلك ذروته في محاولة ماريانو الرابع (حكم 1347-75) وابنته إليونورا (1375-1404) للاستيلاء على الجزيرة بأكملها. كان قضاء أربوريا آخر مملكة سردينية تستولي عليها القوات مملكة أراغون الكتلانية، بعد هزيمة ماكومير في عام 1478. بعد ذلك اليوم تبعت أوريستانو تاريخ سردينيا تحت الحكم الأراجوني-الإسباني (حتى عام 1708) وبييمونتيين (من عام 1720)، ومن ثم جزءا من إيطاليا الموحدة.

## توأمة
لأوريستانو اتفاقيات توأمة مع كل من:
- مدينة منورقة
- غاردن سيتي